# Pentacen
Pentacen (C22H14) ist ein polycyclischer aromatischer Kohlenwasserstoff, und zwar ein Acen mit fünf linear kondensierten Benzolringen. 

## Eigenschaften

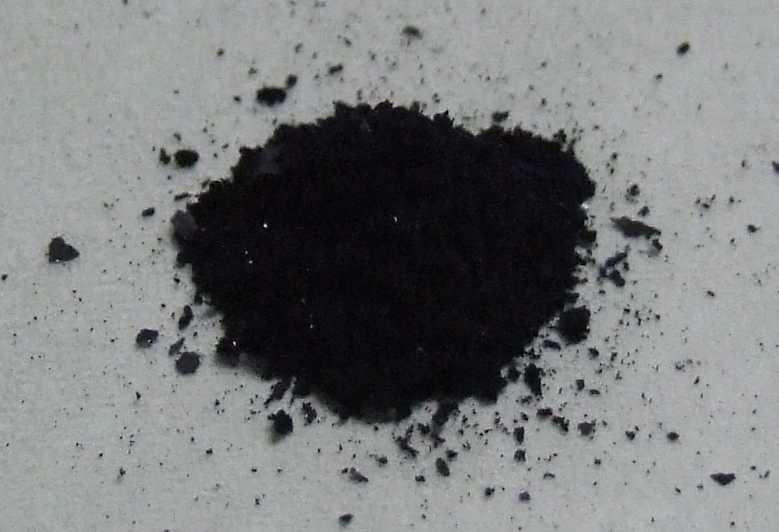
Tiefblaue Pentacenkristalle

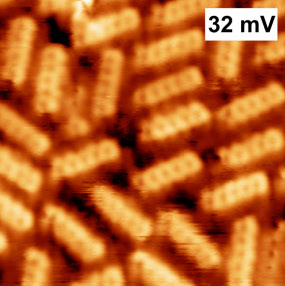
Pentacene auf Ni(111) Oberfläche

In reiner Form bildet Pentacen tiefblaue Kristalle, die allerdings sehr oxidationsempfindlich sind. Mit zunehmender Verunreinigung färbt sich Pentacen violett. Ab 300 °C wird in Gegenwart von Luft eine Zersetzung beobachtet. Ähnlich wie die beiden nächsthöheren Homologen Hexacen und Heptacen ist Pentacen in organischen Lösungsmitteln nur schwer löslich und geht bereitwillig Diels-Alder-Reaktionen ein.
Die Verbindung kristallisiert im triklinen Kristallsystem. Die Dampfdruckfunktion ergibt sich nach August entsprechend lg(P) = −A/T+B (P in Torr, T in K) mit A = 18867 und B = 35,823 im Temperaturbereich von 171 °C bis 212 °C. Die Löslichkeiten betragen bei 20 °C in Chloroform 0,21 g·l−1, in Tetrahydrofuran 0,11 g·l−1, in N,N-Dimethylformamid 0,1 g·l−1 und Toluol 0,18 g·l−1.

## Anwendung
Anwendung findet Pentacen als Halbleiter in der Organischen Elektronik und wird dort u. a. für organische Dünnschichtfeldeffekttransistoren (OFET) genutzt. Für diese Zwecke wird es entweder thermisch verdampft oder durch Lösungsprozessierung aufgebracht, z. B. durch Rotationsbeschichtung (spin coating). Da Pentacen nahezu unlöslich in allen gebräuchlichen Lösungsmitteln ist, werden hierzu Pentacenderivate verwendet, die erhöhte Löslichkeit aufweisen. Dabei sind zwei Ansätze bekannt: entweder werden lösliche Diels-Alder-Addukte (Diels-Alder-Reaktion) von Pentacen verarbeitet (nicht halbleitend), die nach Aufbringen thermisch behandelt werden und unter retro-Diels-Alder-Spaltung die für die Funktion als Halbleiter notwendige Pentacen-Struktur wiederherstellen, oder es werden lösliche Pentacenderivate verarbeitet, bei denen die Pentacen-Struktur noch erhalten ist und somit keine nachträgliche thermische Aktivierung notwendig ist.

## Synthesen
Typische Synthesestrategien für Pentacene verlaufen über Pentacen-6,13-dione oder Pentacen-5,14-dione. Das Schema fasst einige über die 6,13-Dione verlaufende Routen exemplarisch zusammen. Durch die Verwendung geeignet substituierter Ausgangsmaterialien – zur verbesserten Übersichtlichkeit im Schema nicht gezeigt – sind zahlreiche mehrfach und auch unsymmetrisch substituierte Pentacene zugänglich.
Die Synthese von Pentacen-6,13-dion wurde bereits 1953 von Ried und Anthöfer beschrieben. Kondensationen von Dialdehyden mit Hydrochinonen nutzten Nuckolls u. a. zum Studium von Selbstorganisationsphänomenen bei der Herstellung von organischen Feldeffekttransistoren. Die zunächst von Cava beschriebenen Umsetzung von Chinodimethanen mit Dienophilen wurde u. a. von Anthony u. a. aufgenommen, um eine Reihe mehrfach substituierter, gut löslicher Pentacenderivate zugänglich zu machen. Löslichkeit wurde dabei durch Addition von Triisopropylsilylacetylen-Gruppen an das Pentacendion mit nachfolgender Reduktion zum Pentacen mit SnCl2/HCl erreicht.